# 小行星4238
小行星4238（4238 Audrey）是一颗绕太阳运转的小行星，为主小行星带小行星。该小行星于1980年4月13日发现。

## 轨道参数
小行星4238的轨道半长轴为2.4069761 UA，离心率为0.076。